# Слатина (Шабац)
Слатина је насеље у Србији у општини Шабац у Мачванском округу. Према попису из 2022. било је 210 становника.

## Галерија
- Зграда школе
- Зграда МЗ и задруге
- Магистрални пут Шабац-Текериш

## Демографија
У насељу Слатина живи 195 пунолетних становника, а просечна старост становништва износи 41,3 година (40,0 код мушкараца и 42,6 код жена). У насељу има 76 домаћинстава, а просечан број чланова по домаћинству је 3,30.
Ово насеље је великим делом насељено Србима (према попису из 2002. године).
У селу је активан фудбалски клуб "Младост", који се такмичи у Општинској лиги Шапца - група Поцерина.
|  |

| Демографија | Демографија | Демографија |
| Година      | Становника  | Становника  |
| ----------- | ----------- | ----------- |
| 1948.       | 356         |             |
| 1953.       | 377         |             |
| 1961.       | 352         |             |
| 1971.       | 291         |             |
| 1981.       | 289         |             |
| 1991.       | 248         | 246         |
| 2002.       | 251         | 254         |

| Етнички састав према попису из 2002.‍ | Етнички састав према попису из 2002.‍ | Етнички састав према попису из 2002.‍ | Етнички састав према попису из 2002.‍ | Етнички састав према попису из 2002.‍ |
| ------------------------------------ | ------------------------------------ | ------------------------------------ | ------------------------------------ | ------------------------------------ |
|                                      |                                      |                                      |                                      |                                      |
| Срби                                 | Срби                                 |                                      | 247                                  | 98,40%                               |
| Роми                                 | Роми                                 |                                      | 2                                    | 0,79%                                |
| Хрвати                               | Хрвати                               |                                      | 1                                    | 0,39%                                |
| Муслимани                            | Муслимани                            |                                      | 1                                    | 0,39%                                |
| непознато                            | непознато                            |                                      | 0                                    | 0,0%                                 |

| Година пописа     | 1948. | 1953. | 1961. | 1971. | 1981. | 1991. | 2002. |
| ----------------- | ----- | ----- | ----- | ----- | ----- | ----- | ----- |
| Број домаћинстава | 74    | 81    | 91    | 79    | 79    | 72    | 76    |

| Број чланова      | 1  | 2  | 3  | 4  | 5  | 6 | 7 | 8 | 9 | 10 и више | Просек |
| ----------------- | -- | -- | -- | -- | -- | - | - | - | - | --------- | ------ |
| Број домаћинстава | 18 | 13 | 10 | 13 | 11 | 7 | 4 | 0 | 0 | 0         | 3,30   |

| Пол    | Укупно | Неожењен/Неудата | Ожењен/Удата | Удовац/Удовица | Разведен/Разведена | Непознато |
| ------ | ------ | ---------------- | ------------ | -------------- | ------------------ | --------- |
| Мушки  | 101    | 18               | 72           | 6              | 5                  | 0         |
| Женски | 105    | 12               | 70           | 22             | 1                  | 0         |
| УКУПНО | 206    | 30               | 142          | 28             | 6                  | 0         |

| Пол    | Укупно                    | Пољопривреда, лов и шумарство | Рибарство                            | Вађење руде и камена | Прерађивачка индустрија       |
| ------ | ------------------------- | ----------------------------- | ------------------------------------ | -------------------- | ----------------------------- |
| Мушки  | 79                        | 59                            | 0                                    | 0                    | 11                            |
| Женски | 48                        | 45                            | 0                                    | 0                    | 2                             |
| УКУПНО | 127                       | 104                           | 0                                    | 0                    | 13                            |
| Пол    | Производња и снабдевање   | Грађевинарство                | Трговина                             | Хотели и ресторани   | Саобраћај, складиштење и везе |
| Мушки  | 1                         | 0                             | 2                                    | 1                    | 2                             |
| Женски | 0                         | 0                             | 1                                    | 0                    | 0                             |
| УКУПНО | 1                         | 0                             | 3                                    | 1                    | 2                             |
| Пол    | Финансијско посредовање   | Некретнине                    | Државна управа и одбрана             | Образовање           | Здравствени и социјални рад   |
| Мушки  | 0                         | 0                             | 2                                    | 0                    | 1                             |
| Женски | 0                         | 0                             | 0                                    | 0                    | 0                             |
| УКУПНО | 0                         | 0                             | 2                                    | 0                    | 1                             |
| Пол    | Остале услужне активности | Приватна домаћинства          | Екстериторијалне организације и тела | Непознато            | Непознато                     |
| Мушки  | 0                         | 0                             | 0                                    | 0                    | 0                             |
| Женски | 0                         | 0                             | 0                                    | 0                    | 0                             |
| УКУПНО | 0                         | 0                             | 0                                    | 0                    | 0                             |